# 三重南紀農業協同組合
三重南紀農業協同組合（みえなんきのうぎょうきょうどうくみあい、通称：JA三重南紀）は、三重県南牟婁郡御浜町に本店を置いていた農業協同組合。
三重県熊野市、南牟婁郡（御浜町、紀宝町）で事業を行う。1997年8月1日に熊野市、三重御浜、紀宝町、紀和町、鵜殿村の5農協が合併して発足。
2019年4月1日、鳥羽志摩農業協同組合とともに伊勢農業協同組合に吸収合併されたことに伴い解散。

## 特産品
- 三重南紀みかん